# Juliette Brac
Pour les articles homonymes, voir Brac.
Juliette Brac est une actrice française, née le 17 février 1926 à Genève en Suisse,.

## Filmographie

### Cinéma
- 1954 : Le Feu dans la peau de Marcel Blistène
- 1969 : Clérambard d'Yves Robert : Mme Galuchon
- 1974 : Un nuage entre les dents de Marco Pico : La femme de l'homme chauve
- 1979 : L'Adolescente de Jeanne Moreau : La femme du forgeron
- 1980 : À vendre de Christian Drillaud : Maryse
- 1982 : Hécate, maîtresse de la nuit de Daniel Schmid : Miss Henry
- 1982 : Petit Joseph de Jean-Michel Barjol : Mamie, la mère
- 1983 : Le Démon dans l'île de Francis Leroi : Mme Cotier
- 1983 : Itinéraire bis de Christian Drillaud : La femme à la Ford
- 1984 : Ave Maria de Jacques Richard
- 1985 : L'Homme aux yeux d'argent de Pierre Granier-Deferre : La dame bibliothèque
- 1986 : L'Ogre de Simon Edelstein
- 1991 : Le Cri du lézard de Bertrand Theubet : Leonie
- 1992 : Loin du Brésil de Tilly : Mme Lepinard

### Télévision
- 1962 : Les Célibataires : La prostituée
- 1969 : Que ferait donc Faber ?, série réalisée par Dolorès Grassian
- 1973 : La Ligne de démarcation — série, épisode 5 : Camille : Jeanne
- 1987 : Le Passager du Tassili
- 1993 : Jules Ferry : Alie

## Théâtre
- 1958 : La Bonne Âme de Se-Tchouan de Bertolt Brecht, mise en scène Roger Planchon
- 1959 : Les Coréens de Michel Vinaver, mise en scène Gabriel Monnet
- 1961 : La Comtesse Cathleen de William Butler Yeats, mise en scène René Lafforgue
- 1964 : Sire Halewyn de Michel de Ghelderode, mise en scène Pierre Debauche
- 1964 : Le Mariage d'après Witold Gombrowicz, mise en scène Jorge Lavelli : La Mère[3]
- 1964, Roméo et Juliette de William Shakespeare, mise en scène Jean Gillibert
- 1965, Mort d'un commis-voyageur d'Arthur Miller, mise en scène Gabriel Garran
- 1965, Les Fourberies de Scapin de Molière, mise en scène Edmond Tamiz
- 1966, Mère Courage et ses enfants de Bertolt Brecht, mise en scène Jacques Mauclair
- 1966, Un ennemi du peuple de Henrik Ibsen, mise en scène Pierre Valde
- 1969, La Demande en mariage d'Anton Tchekhov, mise en scène Christian Dente
- 1969, Noces de sang de Federico García Lorca, mise en scène Jean Deschamps
- 1969, Le Bossu de Paul Féval, mise en scène Jean Deschamps
- 1969, L'Opéra des gueux d'après John Gay, mise en scène Chattie Salaman
- 1969, Le Médecin malgré lui de Molière, mise en scène Pierre Valde
- 1970, La Mère de Stanislaw Witkiewicz, mise en scène Claude Régy
- 1972, La Célestine de Fernando de Rojas, mise en scène Jean Gillibert
- 1972, Sauvés d'Edward Bond, mise en scène Claude Régy
- 1973, Harold et Maude de Colin Higgins, mise en scène Jean-Louis Barrault
- 1974, Le Suicidaire de Nikolaï Erdman, mise en scène Jean-Pierre Granval
- 1975, Lear d'Edward Bond, mise en scène Patrice Chéreau
- 1977, La Gangrène de Daniel Lemahieu, mise en scène Michel Dubois
- 1979, Le Président Schreber, Fragments de délire de Jean Gillibert, mise en scène Jean Gillibert
- 1985, Les Nuits et les Jours de Pierre Laville, mise en scène Catherine Dasté
- 1989, Les Fausses Confidences de Marivaux, mise en scène Gildas Bourdet
- 1991 Eté et Fumée de Tennessee Williams, mise en scène Gilles Gleizes
- 1992, Le Moulin Zinzolin de Sylvie Chenus, mise en scène Vincent Colin
- 1992, Kvetch de Steven Berkoff, mise en scène Jorge Lavelli
- 1994, Charcuterie fine de Tilly, mise en scène Tilly
- 1998, Pipes de terre et Pipes de porcelaine de Madeleine Lamouille, mise en scène Geneviève Pasquier

## Distinctions
- Nomination Molière de la comédienne en 1995 pour Charcuterie fine de Tilly